# Jeff Westbrook

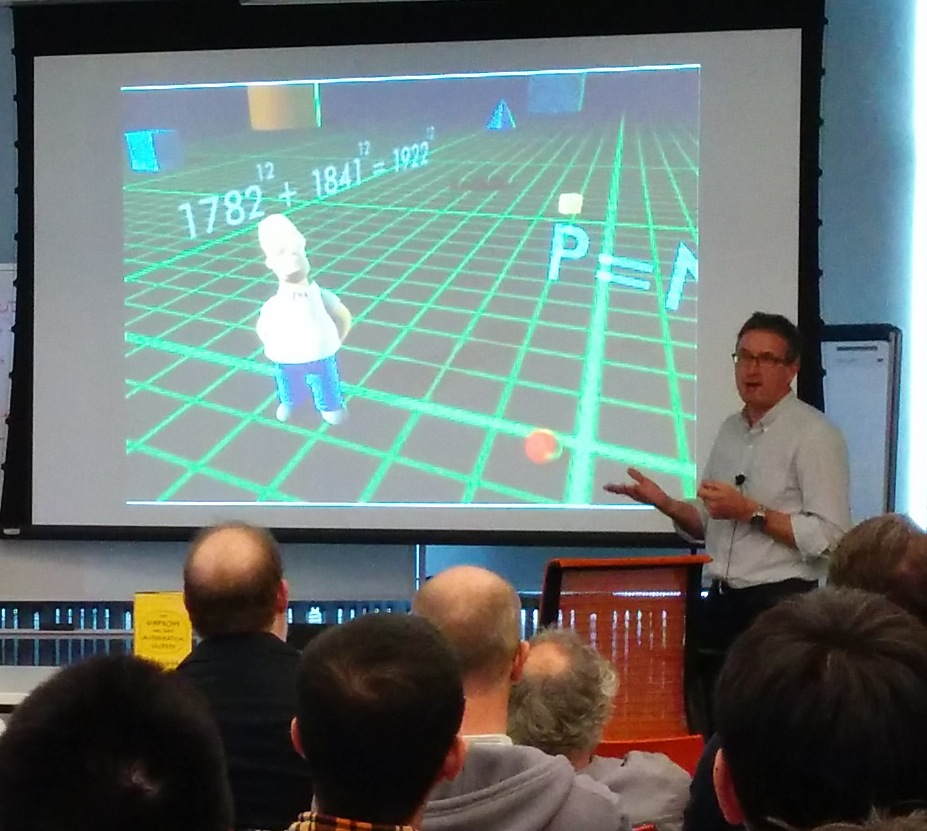
Jeff Westbrook presenta una charla sobre las matemáticas en Los Simpson en el episodio «Treehouse of Horror VI»

Jeff Westbrook es un guionista de televisión estadounidense conocido sobre todo por su trabajo en Los Simpson y en Futurama.

## Carrera
Antes de ser guionista de televisión, Westbrook era buscador de algoritmos. Después de especializarse en psicología y en historia de la ciencia en la Universidad Harvard, estudió informática con Robert Tarjan en la Universidad de Princeton, recibiendo su doctorado en 1989. Después consiguió la posición de facultativo en la Universidad Yale y después de dejar los laboratorios AT&T, se marchó a Hollywood.

## Créditos como escritor

### Episodios deFuturama
- «The Day the Earth Stood Stupid» (2001)
- «The 30% Iron Chef» (2002)
- «Teenage Mutant Leela's Hurdles» (2003)

### Episodios deLos Simpson
- «On a Clear Day I Can't See My Sister» (2005)
- «The Wettest Stories Ever Told» (2006)
- «Kill Gil: Vols. 1 & 2» (2006)
- «Apocalypse Cow» (2008)
- «No Loan Again, Naturally» (2009)
- «Pranks and Greens» (2009)
- «The Ned-Liest Catch» (2011)
- «The Man in the Blue Flannel Pants» (2011)
- «Ned 'n Edna's Blend» (2012)
- «Treehouse of Horror XXIV» (2013)
- «The Man Who Grew Too Much» (2014)
- «The Wreck of the Relationship» (2014)
- «Let's Go Fly a Coot» (2015)
- «The Nightmare After Krustmas» (2016)
- «Caper Chase» (2017)
- «No Good Read Goes Unpunished» (2018)
- «'Tis the 30th Season» (2018)
- «I Want You (She's So Heavy) (Los Simpson)» (2019)
- «Bobby, It's Cold Outside» (2019)
- «Better Off Ned» (2020)
- «The Road to Cincinnati» (2020)
- «Diary Queen» (2021)
- «Girls Just Shauna Have Fun» (2022)
- «Pin Gal» (2023)
- «Clown V. Board of Education» (2023)
- «Treehouse of Horror XXXIV» (2023)
- «Shoddy Heat» (2024)
- «Full Heart, Empty Pool» (2025)